# Zu Xiaosun
Zu Xiaosun (Chino: 祖孝孙) fue un músico chino de las dinastías Sui y Tang. Durante el periodo del reinado Kaihuang (581–600) del Emperador Wen de Sui fue nombrado Xielülang (协律郎), compiló las melodías de música ritual, y recibió la orden de aprender el temperamento de Jing Fang (京房律法) de Mao Shuang (毛爽). Después de la fundación de la Dinastía Tang, Zu sirvió como zhuzuolang (著作郎), libulang (吏部郎) y taichang shaoqing (太常少卿).
De 626 a 628, Zu compuso música para el Emperador Gaozu de Tang. Además, cooperó con Zhan Wenshou (张文收), solucionó el problema de la afinación (调律) y cambio las tónicas de doce temperamentos (十二律旋宫).
Todo el trabajo de Zu sobre temperamento musical se perdió. Sólo algunos resúmenes de su teoría fueron grabados en Anales de Música (音乐志) y Anales de Ritos y Música (礼乐志).